# Верхняя Водлица
Верхняя Водлица — деревня в Вытегорском районе Вологодской области.
Образована 6 июня 2001 года в результате объединения деревень Анхимовская, Горка, Евстифеевская и Тарасьевская.
Входит в состав Оштинского сельского поселения, с точки зрения административно-территориального деления — в Оштинский сельсовет.
Расположена на левом берегу реки Водлица. Расстояние до районного центра Вытегры по автодороге — 58 км, до центра муниципального образования села Ошта по прямой — 14 км. Ближайшие населённые пункты — Горный Ручей, Нижняя Водлица.
По переписи 2002 года население — 17 человек.
В деревне расположены памятники архитектуры дом Межина, церковь, жилой дом, мост, подпорная стенка вдоль берега реки Водлицы.